# 韋瑟納赫河
50°01′42″N 10°28′42″E / 50.028419°N 10.478210°E
韋瑟納赫河是德國的河流，位於該國東南部，由巴伐利亞負責管轄，屬於美因河的右支流，河道全長14.3公里，流域面積35.9平方公里。